# Louna Ribadeira
Louna Ribadeira (Villeneuve-Saint-Georges, 18 agosto 2004) è una calciatrice francese, attaccante del Chelsea e della nazionale francese.

## Carriera

### Club
Ha iniziato a giocare a calcio nel 2010, all'età di sei anni, iscrivendosi al Benfica Yerres. Nel 2018 si trasferisce nelle giovanili del Paris FC, e nel 2021 viene promossa alla prima squadra del club parigino. Esordisce ufficialmente il 28 agosto 2021, in una partita contro il Guingamp, in cui segna subito una rete, che vale la candidatura a calciatrice giovane promessa; il premio viene però vinto da Laurina Fazer.
Il 30 giugno 2022 firma il suo primo contratto da professionista, che la lega al Paris FC fino a giugno 2025. Il 6 settembre 2023 esordisce in Champions League, contro il Kryvbas Kryvyj Rih, e serve un assist per la compagna Kaja Korošec, che segna la rete del 4-0.
Il 21 agosto 2024 viene ingaggiata dal Chelsea, ma rimane in prestito al Paris FC per la stagione 2024-2025. A inizio gennaio 2025 è rientrata dal prestito al Paris FC, per poi essere girata sempre in prestito all'Everton, militante nella Women's Super League inglese.

### Nazionale
Dopo aver collezionato con la Francia U-16 due presenze nel 2020, partecipa con la Francia U-19 al campionato europeo femminile under 19 di calcio 2022 in Repubblica Ceca, dove la sua Nazionale arriva in semifinale e viene eliminata dalla Norvegia U-19. L'anno successivo partecipa all'edizione 2023 del torneo, che vede la Francia U-19 arrivare nuovamente in semifinale, dove viene eliminata dalla Germania U-19. In questa partita segna una doppietta, vincendo poi il titolo di capocannoniere del torneo e di miglior giocatrice della competizione.
Il 22 maggio 2024 viene convocata per la prima volta in nazionale maggiore, in vista di due amichevoli contro l'Inghilterra in preparazione alle qualificazioni al campionato europeo femminile di calcio 2025. Esordisce il 31 maggio, nel primo dei due incontri, vinto 2-1 dalla Francia.
Il 5 luglio 2024, in ritiro con la nazionale per le Olimpiadi 2024, subisce un infortunio che la costringe a saltare la manifestazione.

## Statistiche
Statistiche aggiornate al 2 febbraio 2025.

### Presenze e reti nei club
| Stagione        | Squadra         | Campionato      | Campionato | Campionato | Coppe nazionali | Coppe nazionali | Coppe nazionali | Coppe continentali | Coppe continentali | Coppe continentali | Altre coppe | Altre coppe | Altre coppe | Totale | Totale |
| Stagione        | Squadra         | Comp            | Pres       | Reti       | Comp            | Pres            | Reti            | Comp               | Pres               | Reti               | Comp        | Pres        | Reti        | Pres   | Reti   |
| --------------- | --------------- | --------------- | ---------- | ---------- | --------------- | --------------- | --------------- | ------------------ | ------------------ | ------------------ | ----------- | ----------- | ----------- | ------ | ------ |
| 2021-2022       | Paris FC        | D1              | 15         | 4          | CF              | 2               | 0               | -                  | -                  | -                  | -           | -           | -           | 17     | 4      |
| 2022-2023       | Paris FC        | D1              | 6          | 0          | CF              | 0               | 0               | UWCL               | 0                  | 0                  | -           | -           | -           | 6      | 0      |
| 2023-2024       | Paris FC        | D1              | 22+2       | 8          | CF              | 4               | 1               | UWCL               | 9+2                | 0                  | SC          | -           | -           | 37     | 9      |
| lug.-dic. 2024  | Paris FC        | PL              | 2          | 1          | CF              | 0               | 0               | UWCL               | 0                  | 0                  | -           | -           | -           | 0      | 0      |
| Totale Paris FC | Totale Paris FC | Totale Paris FC | 47         | 12         |                 | 6               | 1               |                    | 11                 | 0                  |             | -           | -           | 64     | 13     |
| gen.-giu. 2025  | Everton         | WSL             | 3          | 0          | CI              | -               | -               | -                  | -                  | -                  | CL          | -           | -           | 3      | 0      |
| 2025-2026       | Chelsea         | WSL             | -          | -          | CI              | -               | -               | UWCL               | -                  | -                  | CL          | -           | -           | -      | -      |
| Totale carriera | Totale carriera | Totale carriera | 50         | 12         |                 | 6               | 1               |                    | 11                 | 0                  |             | -           | -           | 67     | 13     |

### Cronologia presenze e reti in nazionale
| Cronologia completa delle presenze e delle reti in nazionale ― Francia | Cronologia completa delle presenze e delle reti in nazionale ― Francia | Cronologia completa delle presenze e delle reti in nazionale ― Francia | Cronologia completa delle presenze e delle reti in nazionale ― Francia | Cronologia completa delle presenze e delle reti in nazionale ― Francia | Cronologia completa delle presenze e delle reti in nazionale ― Francia | Cronologia completa delle presenze e delle reti in nazionale ― Francia | Cronologia completa delle presenze e delle reti in nazionale ― Francia |
| Data                                                                   | Città                                                                  | In casa                                                                | Risultato                                                              | Ospiti                                                                 | Competizione                                                           | Reti                                                                   | Note                                                                   |
| ---------------------------------------------------------------------- | ---------------------------------------------------------------------- | ---------------------------------------------------------------------- | ---------------------------------------------------------------------- | ---------------------------------------------------------------------- | ---------------------------------------------------------------------- | ---------------------------------------------------------------------- | ---------------------------------------------------------------------- |
| 31-5-2024                                                              | Newcastle upon Tyne                                                    | Inghilterra                                                            | 1 – 2                                                                  | Francia                                                                | Qual. Euro 2025                                                        | -                                                                      | 90+1’                                                                  |
| Totale                                                                 |                                                                        | Presenze                                                               | 1                                                                      |                                                                        | Reti                                                                   | 0                                                                      |                                                                        |

## Palmarès

### Club
- Trophées UNFP du football: 1

2023-2024

### Individuale
- Miglior giocatrice del campionato europeo femminile under 19: 1

2023
- Capocannoniere del campionato europeo femminile under 19: 1

2023
- Componente della miglior squadra del campionato europeo femminile under 19: 1

2023